# Краят на аферата
„Краят на аферата“ (на английски: The End of the Affair) е романтична драма от 1999 г. на режисьора Нийл Джордан. Във филма участват Ралф Файнс, Джулиан Мур и Стивън Рия. Филмът е адаптация на едноименния роман на Греъм Грийн. Филмът получава номинация за „Златен глобус“ в категорията най-добър филм – драма.

## Актьорски състав
| Актьор              | Роля                   |
| ------------------- | ---------------------- |
| Ралф Файнс          | Морис Бендрикс         |
| Джулиан Мур         | Сара Майлс             |
| Стивън Риа          | Хенри Майлс            |
| Хедър Джей-Джоунс   | Прислужницата на Хенри |
| Джеймс Болам        | господин Савидж        |
| Иън Хърт            | господин Паркис        |
| Сам Болд            | Ланс Паркис            |
| Сирил Шапс          | Сервитьорът            |
| Саймън Фишър Търнър | Доктор Гилбърт         |
| Джейсън Айзакс      | отец Ричард Смайт      |
| Дебора Финдли       | мис Смайт              |